# Tolerancia
A tolerancia latin eredetű szó, elsősorban türelmességet jelent mások véleménye, főleg vallása, világnézete, etnikai vagy nemzeti hovatartozása, illetve más egyebek iránt. A műszaki életben a megadott méretektől, mennyiségtől, vagy minőségtől való megengedett legnagyobb eltérést jelenti. Az orvostudomány és annak szakterületei a tolerancia alatt a szervezetnek a testidegen anyagokkal szemben kialakuló tűrőképesség erősödését érti, melyet a köznyelv többnyire gyógyszerhozzászokásként ismer.
A tolerancia a kölcsönös megértés és tisztelet alapja, egyfajta morális parancs. Nem jelenti a másfajta gondolkodással vagy mássággal való egyetértést vagy annak követését. Ez a fajta türelmesség a mások másságának az elfogadása.
A tolerancia tanulható és tanítható. Terjesztése feltételezések szerint csökkentheti a negatív sztereotípiák, illetve előítéletek alkalmazását, valamint véget vethet a faji és kulturális felsőbbrendűség elméleteknek. Azonban a toleranciának van negatív megnyilvánulása is. Abban az esetben, ha olyasmit tolerálunk másokban, amellyel önmaguknak vagy a közösségnek ártanak (túlzott tolerancia).
Az általános tolerancia szó ellentéte az intolerancia, ami bizonyos dolgok iránti türelmetlenséget jelent  ami nem más, mint idegesség, stressz egy különleges mentális, és fizikai folyamat, ami adott körülmények között kiváltódik belőlünk, és meghatározott tettekre sarkall, valakivel, vagy valamilyen (főleg vallási) nézettel szemben.
Az intoleráns (vallási, politikai stb.) nézetekkel szembeni türelmetlenséget jelentett, ma már inkább ezek teljes elutasítását értjük alatta.

## A tolerancia fogalma az orvostudományban
A tolerancia kifejezés az orvostudomány szakterületein, de különösen a farmakológiában a szervezet hozzászokását jelenti a szervezetbe jutott testidegen anyagokkal szemben. Ezek az anyagok lehetnek gyógyszerek, kábítószerek, élvezeti szerek, alkaloidok, euforizáló hatású anyagok és a legkülönbözőbb kémiai anyagok.  Mivel a toleranciának ez a fajtája biokémiai vagy farmakológiai alapokra épülő adaptáció, ezért azt külön szócikk, a gyógyszerhozzászokás részletezi.

## A tolerancia három együtt érvényesülő kritériuma
- konfliktustűrő képesség
- a jogegyenlőség elfogadása
- az erőszak elutasítása

## A tolerancia éve és nemzetközi világnapja
Az ENSZ nevelésügyi, kulturális és tudományos világszervezete, az UNESCO kezdeményezésére, 1995 a tolerancia éve volt. Ekkor nagyszabású kampányt indítottak a tolerancia jegyében. Ebből nőtte ki magát a tolerancia nemzetközi világnapja (International Day of Tolerance), amely évenkénti alkalom arra, hogy felhívja a figyelmet a tolerancia-hiány napjainkban okozott problémáira, tehát az intolerancia veszélyeire, illetve a tolerancia szükségszerűségére mind a tagállamok, kultúrák, vallások békés együttélése, mind a hétköznapi társas kapcsolataink érdekében. Az ENSZ Közgyűlése, az 1996. december 12-i 51/95-ös számú határozattal hivatalosan is felszólította a tagállamokat, hogy november 16-án tartsanak tolerancia napot.

## Szinonimák
- tűrés
- béketűrés
- türelmesség
- megértés
- türelem